# Delia mackinleyana
Delia mackinleyana är en tvåvingeart som beskrevs av Griffiths 1993. Delia mackinleyana ingår i släktet Delia och familjen blomsterflugor.
Artens utbredningsområde är Alaska. Inga underarter finns listade i Catalogue of Life.